# Carl Dudley
Carl Ward Dudley (Little Rock, 31 dicembre 1910 – Hong Kong, 2 settembre 1973) è stato un regista e produttore cinematografico statunitense.

## Biografia
Nacque in un vagone ferroviario in un allevamento di bestiame di Little Rock, in Arkansas. Si sposo con Eleanor Murphy, sorella dello sceneggiatore Richard Murphy, ed ebbe sei figli. Una delle figlie, Carol Ward Dudley, sposò il produttore Gabriel Katzka.
Divenne regista e produttore cinematografico; nel 1944 fondò la Dudley Pictures Corporation, una società di produzione cinematografica. Negli anni '50 produsse una trentina di cortometraggi di documentari della serie This World of Ours; nel 1958 diresse e produsse il film Cinerama South Seas Adventure.
Morì su un aereo di linea atterrato ad Hong Kong.

## Filmografia

### Regista
- Our African Frontier (1943)
- Our Alaskan Frontier (1943)
- Life-line of the Nation (1944)
- All Aboard (1946)
- Star Spangled City (1946)
- On the Track (1948)
- New Horizons (1948)
- Pigskin Skill (1948)
- Rhythm of a Big City (1948)
- Cradle of the Republic (1949)
- Hawaiian Sports (1951)
- Aloha Nui (1953)
- Speed Sub-Zero (1954)
- This World of Ours: Ireland (1954)
- Valley of the Sun (1954)
- Coney Island Holiday (1954)
- Fish Tales (1954)
- Below the Rio Grande (1954)
- Sportsman's Holiday (1955)
- Heart of an Empire (1955)
- Journey to the Sea (1955)
- VistaVision Visits Spain (1955)
- VistaVision Visits Gibralter (1956)
- VistaVision Visits Panama (1956)
- Viva! Cuba (1956)
- Magic in the Sun (1956)
- Under Carib Skies (1957)
- Mainline U.S.A (1957)
- South Seas Adventure (1958, co-diretto con Richard Goldstone e Francis D. Lyon)
- Canberra Parliament House (1962)

### Produttore
- This World of Ours: Norway (1950)
- This World of Ours: Denmark (1950)
- This World of Ours: Glacier National Park (1950)
- This World of Ours: Sweden (1950)
- This World of Ours: France (1950)
- This World of Ours: Holland (1950)
- This World of Ours: London (1951)
- This World of Ours: Portugal (1951)
- This World of Ours: Spain (1951)
- This World of Ours: England (1951)
- This World of Ours: Hawaii (1951)
- This World of Ours: Greece (1951)
- This World of Ours: Belgium (1951)
- This World of Ours: Switzerland (1951)
- This World of Ours: Italy (1951)
- This World of Ours: Egypt (1951)
- This World of Ours: Puerto Rico (1952)
- This World of Ours: Chile (1952)
- This World of Ours: India (1952)
- This World of Ours: Ceylon (1953)
- This World of Ours: Singapore (1953)
- This World of Ours: Germany (1953)
- This World of Ours: Japan (1953)
- This World of Ours: Hong Kong (1954)
- This World of Ours: Formosa (1954)
- This World of Ours: Ireland (1954)
- This World of Ours: Thailand (1954)
- This World of Ours: Bali (1954)
- This World of Ours: Venezuela (1955)
- The Mississippi Traveler (1955)
- This World of Ours: Caribbean Sky Cruise (1955)
- This World of Ours: Turkey (1955)
- VistaVision Visits Gibraltar (1956)
- Hero on Horseback (1956)
- VistaVision Visits Panama (1956)
- VistaVision Visits Austria (1956)
- South Seas Adventure (1958)